# 芦塚省三
芦塚 省三（あしづか しょうぞう / せいぞう、1851年（嘉永4年9月） - 1903年（明治36年）9月11日）は、日本の政治家、衆議院議員（1期）。

## 経歴
肥前国高来郡諫早村(のち長崎県北高来郡諫早町、現・諫早市)生まれ。漢籍、英語、政治、経済、法律学を学ぶ。養蚕紡績業を営む。1874年の佐賀の乱で長崎警備諫早募兵三番隊副司令として従軍、学区取締、中学校教員、長崎商業学校(現・長崎市立長崎商業高等学校)助教諭、中学校教諭、小学校長、北高来郡教育会副会長、諫早村会議員、同村長、長崎県会議員、農談会理事となる。
1894年9月の第4回衆議院議員総選挙において長崎2区から立憲革新党所属で立候補して当選した。衆議院議員を1期務め、1898年3月の第5回衆議院議員総選挙は不出馬。1903年に死去した。